# Котознавство від Старого Опосума
«Котознавство від Старого Опосума», або «Практичне котознавство, писане старим опосумом» (англ. Old Possum’s Book of Practical Cats) — збірка віршів про котів Томаса Еліота. Твір вперше опубліковано 1939 року. Збірка стала основою для мюзиклу «Коти» Е. Ллойда Веббера та його пізнішої екранізації.

## Історія створення
Еліот розпочав роботу над віршами про котів у 1934—1935; роздавав і читав їх дітям і своїм похресникам (збереглися записи його рецитації). 1936 року видавництво «Faber and Faber» оголосило про видання збірки під назвою «Книга містера Еліота про Поліклів і Медових Киць, так, як йому продекламував чоловік у білих гамашах» (англ. Mr. Eliot's Book of Pollicle Dogs and Jellicle Cats as Recited to Him by the Man in White Spats), але Еліот затримав публікацію. Твір вийшов друком три роки по тому, 5 жовтня 1939 року під скороченою назвою «Котознавство від Старого Опосума». Остаточна версія різнилася браком людини-оповідача та змінімізованою роллю псів, які спочатку відігравали важливішу роль. Поет також відкинув первинну версію завершальної сцени, у якій всі (коти, пси, оповідач і поет) мали вознестись до неба «понад готель „Рассел“, до шару Гевісайда», можливо тому, що такого типу «щасливі закінчення» були надто типовими для дитячих казок і комедій, і своєю чергою не підходили до ситуації, в якій опинився світ у 1939 році. Перше видання містило на обкладинці малюнок самого автора.
Еліот любив котів (зокрема піклувався про Джеллілорема, Петтіпоса, Віскеса і Джорджа Пушдреґона). Складаючи свої твори, опирався на дитячі віршики (зокрема у використанні ритму та рими), абсурдистську поезію (у традиції Едварда Ліра і Льюїса Керрола), також своїх власних зацікавлень (зокрема творчості Артура Конан Дойла, покликаючись на професора Моріарті «Наполеон злочинного світу, кіт Макевіті»). Стрий Опосум з назви збірки це натяк на самого Еліота, якого «Опосумом» прозвав його друг Езра Паунд (в американському фольклорі, опосум під час небезпеки вдає з себе мертвого; так Ерза натякав на те, що Еліот якнайменше старався розповідати про себе, як у житті, так і в поезії).

## Сюжет
Збірку відкриває вірш-інтодукція про імена котів; потім представляється галерея котячих персонажів, як-от театральний кіт, кіт-маг, коти злочинці, а також перервана сцена «битви» між двома бандами псів, здивованих появі кота, який заспокоює (а радше лякає) обидві сторони. Останній твір знову нагадує читачам, що «Кіт — то не пес».
До збірки увійшли такі вірші:
- «Назвати кота»;
- «Порядна Кішка Ґамбі» (Дженіаґарда);
- «Останній бій Ревучого Тигра»;
- «Рам Там Таґер»;
- «Пісня Медових Киць»;
- «Манґоджері та Рампельтейзер»;
- «Повторення Закону»;
- «Про страхітливу битву Пекінесів і Поліклів за участі Мопсів і Шпіців, у яку втрутився Великий Румпус»;
- «Пан Містофель»;
- «Таємничий Макавіті»;
- «Ґус, театральний кіт»;
- «Бастофер Джонс, клубний кіт»;
- «Скімблшенкс, залізний кіт»;
- «Як звертатись до кота».

У виданні 1952 року додано ще один вірш — «Кіт Морґан представляється».

## Критика
Критики, призвичаєні до серйозного тону поезії Еліота, не були надто прихильними до збірки про котів. В аналізах віршів дошукувалась гра слів (зокрема в котячих іменах); покликання до ритуалізованих танців, бо трактовано як поезію, засадничо, релігійною (пошуки порядку у світі хаосу та жорстокості). Декілька авторів звертали увагу на автобіографічні елементи, трактуючи котячих персонажів як alter ego письменника, за допомогою яких в абсурдистський спосіб передається цілком реальний автобіографічний зміст. На думку Герберта Гарта в рисах котячих персонажів Еліот виражає різні аспекти власного характеру (наприклад, тенденції до ескапізму через постать кота-мага, який весь час зникає), а також елементи власного життя, зокрема в подружньому житті (безлад спричинений котами-крадіями може відповідати безладу, який залишили по собі в будинку його дружини детективи, що намагалися відшукати документи Еліота).

## Адаптації
Збірка «Котознавство від Старого Опосума» мала найбільший комерційний успіх серед інших поетичних збірок Еліота. Вірші також багаторазово адаптувались у різний спосіб. Еліот вперше прочитав вірші зі збірки в 1937 році на радіо Бі-Бі-Сі Джеффрі Тенді (дочка якого, Елісон, була похресницею Еліота та одна з перших адресаток листів з віршами).
1954 року шість віршів стали основою композиції Алана Росторна для оповідача та оркестру під назвою «Практичні коти».
1981 року Е. Ллойд Веббер поставив мюзикл «Коти», який мав великий успіх і рекордний період ставився на театральних сценах Вест-Енд та Бродвею. Лібрето мюзиклу основане на віршах, з використанням неопублікованих матеріалів, наданих сім'єю поета, зокрема вірш «Грізабеллі», який Еліот вважав занадто сумним для молодих читачів (арія Грізабелли, або ж «Memory» стала найбільшим хітом мюзиклу). Згодом мюзикл двічі екранізовано — у 1998 та 2019 роках.

## Переклад українською
- Еліот Томас Стернз. Котознавство від Старого Опосума / Вірші / Переклад з англійської Івана Андрусяка. — К. : Грані-Т, 2008. — 56 с. — (Дитяча іронічна поезія). — ISBN 978-966-465-190-2.
- Еліот Т. С. Практичне котознавство, писане старим опосумом / пер. з англ. І. Андрусяка // Кур'єр Кривбасу, 2009. т.№ 230—231.-С.349-369